# Edifici de la Companyia Arrendatària de Tabacs
L'Edifici de la Companyia Arrendatària de Tabacs està situat a la Via Laietana, 8-10 bis i els carrers de Joan Massana, 1-3 i de la Nau 4-6 de Barcelona i està catalogat com a bé amb elements d'interès (categoria C).

## Història
Va ser projectat el 1923 per l'arquitecte Francesc Guàrdia com a seu de la Companyia Arrendatària de Tabacs, representada per Joaquín Echagüe. Posteriorment, va acollir la Delegació d'Hisenda.

## Descripció
Edifici d'oficines a tres vents, consta de soterrani, planta baixa, entresol i sis pisos. La composició es fa segons eixos verticals d'obertures (guarnides amb tot un seguit d'elements clàssics: pilastres, balustrades i frontons) i amb dues grans balconades i un ràfec en horitzontal. La planta baixa i l'entresol formen una unitat compositiva, on destaca la porta principal, amb columnes suportant un fris i un grup escultòric. El parament és d'estuc imitant carreus a la planta baixa i l'entresol i llis a la resta.